# Tűzoltó mesék
A Tűzoltó mesék (eredeti cím: Firehouse Tales) 2005 és 2006 között bemutatott amerikai televíziós 2D-s számítógépes animációs sorozat, amelyet a Warner Bros. Animation forgalmazott. Műfaját tekintve oktató filmsorozat. Amerikában a Cartoon Network és a Cartoonito vetítette, Magyarországon az RTL Klub és a Boomerang sugározta.

## Ismertető
A városban, a tűzoltóságon három tűzoltóautó tanonc tartózkodik, Locsi, Fecsi és Fröcsi. Kiket a tűzoltóságnál, a főnök tanít. Először Fröcsi és Fecsi ketten dolgoztak, majd utána csatlakozott hozzájuk újoncként Locsi is. Együtt összetartva segítőkészek. Ha a városban tűz üt ki időben útra indulnak. Minden egyes tűzoltásra indulva bemondják, ha szól a sziréna úton a segítség. A városban van egy fagyis autó barátjuk is Tejcsi, aki meg minden egyes fagyi szállításkor azt mondja be ha szól a zene úton a fagyi. Van még sok munkásautó a városban, akik segítenek nekik. Szaki a szerelőautó, aki megjavítja őket ha meghibásodnak. Kukás segít szemetet szállítani. Repcsi és Kopter is értesítésekben a segítségükre siet. A polgármester örömmel jutalmazza őket munkájukért.

## Szereplők
- Főnök – Tűzoltóautó, a tűzoltóságon az főnöke, a tanoncokat tanítja. Magyar hangja: Szersén Gyula.
- Fecsi – Tűzoltóautó, a tanoncok egyik tagja, szeret sokat fecsegni, mindig jártatja a száját. Magyar hangja: Dányi Krisztián.
- Fröcsi – Tűzoltóautó, a tanoncok egyik tagja, szeret vízzel fröcskölni. Magyar hangja: Jakab Márk.
- Locsi – Tűzoltóautó, a tanoncok egyik tagja, újoncként érkezik a tűzoltóságra, szeret vízzel locsolni. Magyar hangja: Előd Álmos.
- Papó – Egy idős tűzoltóautó, egykor a főnök főnöke volt, jelenleg is segít a tűzoltótanoncoknak. Ő az epizódok narrátora is. Magyar hangja: Papp János.
- Tejcsi – Fagylaltos autó, a városban a gyerekeknek fagyit szállít. Magyar hangja: Baráth István.
- Szaki – Szerelőautó, ha város autói meghibásodnak segít megjavítani őket.
- Kukás – Szemetesautó, a városban a szeméttelepre szállítja el a szemetet. Magyar hangja: Schneider Zoltán
- Repcsi – Repülő, magasból meglátja a baj van a környéken, rádióval továbbítja az üzeneteket.
- Kopter – Helikopter, magasból meglátja ha baj van a környéken, időben értesti a tűzoltóságot.
- Benő – Ő is a tűzoltóknak dolgozik, gyakran takarítja az utat. Magyar hangja: Vass Gábor.
- Brúnó – Takarító autó, télen takarítja a jeget.
- Tádé – Mentőautó, segít ha baj van.
- Terka – Rendőrautó, vigyáz a rendre.
- Zoé – Vontatóautó, vontat a városban több autót. Magyar hangja: Pikali Gerda.
- Piktor – Útfestőautó, az utat festi.
- Dölyfös Dani – Szállítóautó, néha sokat beszél összevissza, de végül jók az ötletei, illemiskolát is vezet.
- Kati – Kiszolgálóautó, egyszer egy büfében dolgozik a városban.
- Tappancs – Kutya a tűzoltóságon. Segít a tűzoltóautóknak.
- Hópihe – Egy fehér kismacska, akit egy kislány befogad, mikor a tanoncok nem tarthatják meg a tűzoltóságon.
- Finnyás Fanni – A város Polgármestere, sok jó döntést hoz a tanoncok között. Hamar ki lehet hozni as sodrából, ezt általában a tanoncok okozzák. Magyar hangja: Kiss Erika.
- Kislány – Egy kislány, név nem hangzik el róla a sorozatban, hasonlít a polgármester unokahúgára Pannira. Egy alkalommal egy néninek vissza adja a cicáját, amelyet a tanoncok megmentenek és lehoznak egy magas fáról. Egy alkalommal meg befogadja a tűzoltóság cicáját Hópihét, amikor már nem tarthatják meg a tanoncok a tűzoltóságon.
- Panni – A Polgármester unokahúga. Egyszer tűzoltó szeretne lenni, de ahogy megpróbálja elvégezni a feladatot, mégis meggondolja, hogy nem szeretne lenni, mert nehéz munka tűzoltónak lenni.

## Epizódok

### 1. évad
1. Buborék Bibi / Tejcsi hőstette / Fröcsi meghátrál
2. Az új fiú / Benő nagy meccse / Fecsi és az új fúvóka
3. Kopter rémisztő meséje / Lavinagaliba / Bikaviadal a megyei városban
4. Jó az öreg a háznál / Kukás szoros fürdője / Tádé a megmentő
5. Vízözön / Forróság a motorházban / Benne leszünk a tévében
6. Az ellenőrzés / Tűzoltóviszály / Kutyamese
7. Cseréljünk munkát / Repcsi álma / Tűzőrség az erdőben
8. Ne nézz le / A főnök szabadságra megy / Csing Csing kalandja
9. Az előadás / A nagy lufi kergetés / Alagút probléma
10. Döjfös Dani a megmentő / Kopter a rádiós / Szeretem a parádét
11. Repcsi fél a repüléstől / Terka megérkezik / Dölyfös Dani illemiskolája
12. Zoé a vontató / Cica Mica / Vitorlázzunk
13. Fröcsi kabalája / Állati zűr a városban / Fut az út feledek minden út

### 2. évad
1. Vendég a háznál, öröm a háznál / Bálnakaland / Piktor az úttestfestő
2. Az utazó vidámpark / Fröcsi új fényezése / Brúnó a jégtakarító
3. Szülinapi meglepetés / Szaki szabadságra megy / Tűzoltólány
4. A szuper járgány / Füstre menő küzdelem / Vándorcirkusz
5. Rejtélyes eset / Fecsi hátramenetben / A süsü szemüveg
6. Újbusz a városban / Kalandos nap / Benő nagy titka
7. Duma, Duma, Duma / Úthengernek lenni jó / Fecsi a bohóc
8. Jégbe fagyva / Mondj nemet / Kirándulás
9. Kati büféje / Csendes pihenő / Madárlátta tűzoltóautó
10. Villámsebesen / Barátságos arcot kérek / Kutyakiállítás
11. Fény az éjszakában / Együtt könnyebb / Fröcsi a pályahőse
12. Pattogó tűzoltóautó / Fröcsi az erőművész / Tésztakatasztrófa
13. Tűzoltó lovagok / Most mutasd meg / Tanyai élet